# Qiangongping (sockenhuvudort i Kina, Hunan Sheng, lat 28,03, long 109,50)
Qiangongping (kinesiska: 千工坪, 马山下, 千工坪乡) är en sockenhuvudort i Kina. Den ligger i provinsen Hunan, i den södra delen av landet, omkring 340 kilometer väster om provinshuvudstaden Changsha. Antalet invånare är 11 822. Befolkningen består av 5 535 kvinnor och 6 287 män. Barn under 15 år utgör 21,0 %, vuxna 15-64 år 69 %, och äldre över 65 år 9,0 %.
Runt Qiangongping är det ganska tätbefolkat, med 199 invånare per kvadratkilometer. Närmaste större samhälle är Fenghuang, 14,2 km sydost om Qiangongping. I omgivningarna runt Qiangongping växer huvudsakligen savannskog.
Genomsnittlig årsnederbörd är 1 796 millimeter. Den regnigaste månaden är maj, med i genomsnitt 290 mm nederbörd, och den torraste är januari, med 47 mm nederbörd.